# Chùa Ông Bắc

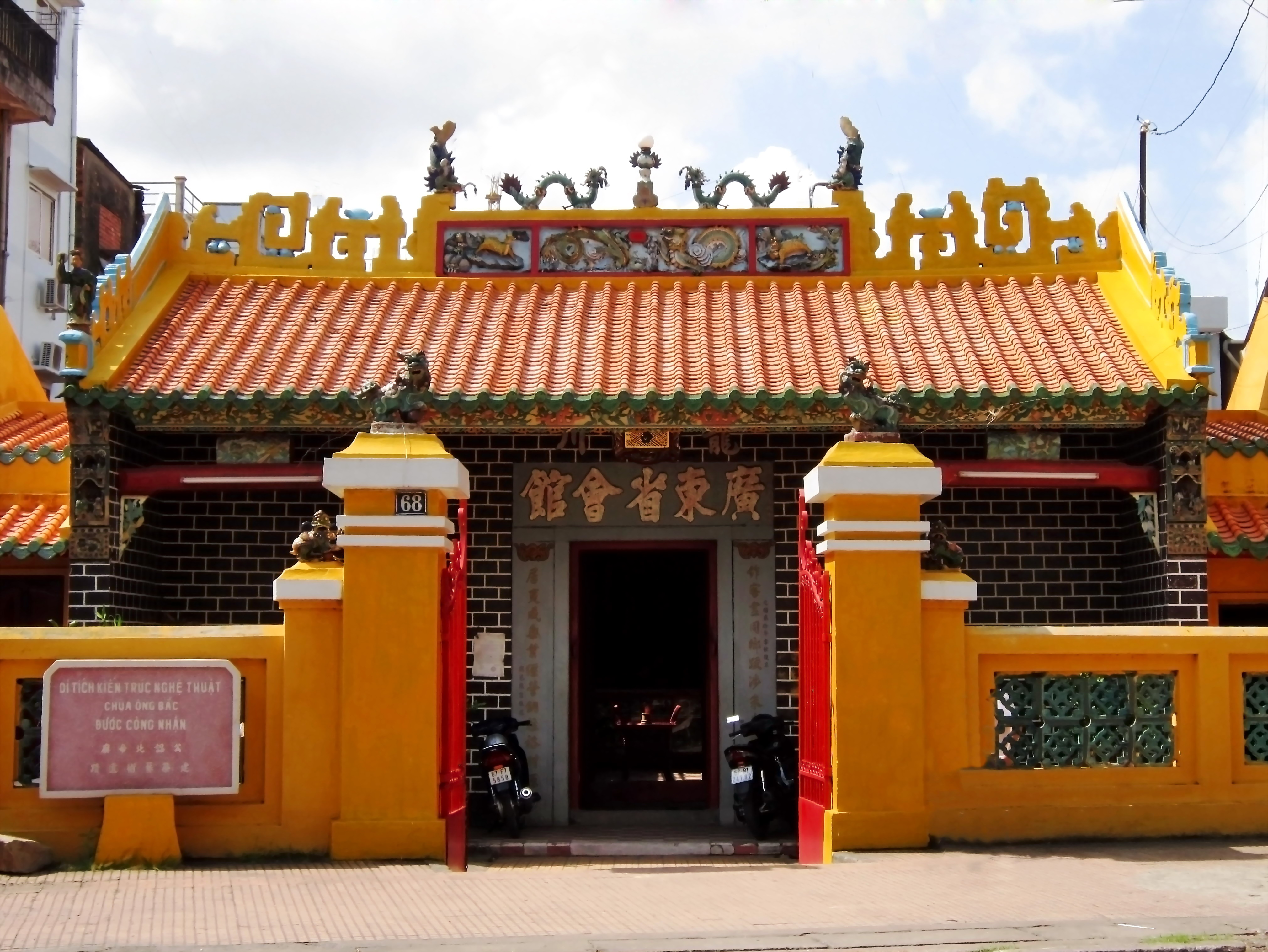
Chùa Ông Bắc

Chùa Ông Bắc, tên chữ là Quảng Đông tỉnh hội quán (chữ Hán: 廣東省會館), là một ngôi chùa của người Hoa Quảng Đông ở thành phố Long Xuyên, và là hội quán người Hoa đầu tiên ở An Giang (Việt Nam).
Chùa đã được công nhận là di tích lịch sử - văn hóa cấp quốc gia ngày 15 tháng 6 năm 1987.

## Vị trí, lịch sử
Chùa Ông Bắc tọa lạc trên đường Phạm Hồng Thái (mặt chính hướng ra sông Long Xuyên, cách cầu Duy Tân khoảng 10 m); nay thuộc phường Mỹ Long, thành phố Long Xuyên.
Chùa được xây dựng ở thế kỷ 19, khi vùng đất này còn mang tên Đông Xuyên; sau đó thuộc thôn Mỹ Phước, huyện Tây Xuyên, phủ Tuy Biên, tỉnh An Giang thời nhà Nguyễn.
Theo những người cao tuổi và căn cứ vào bia ký kể lai lịch chùa, thì ban đầu chùa khá đơn sơ do những người Hoa gốc Quảng Đông (Trung Quốc) đến lập nghiệp rồi xây dựng để làm nơi hội họp, sinh hoạt. 
Như hai câu đối tại cổng chính đã thể hiện rõ ý nghĩa này:
Tác khách tận đồng hương bạt thiệp châu nhai đôn nghĩa khí,
Cư dân hàm lạc nghiệp kinh dinh đồng trụ dụ tài nguyên.
Tạm dịch:
Làm khách xứ người cùng một gốc quê hương lặn lội đến sườn núi đỏ bạt ngàn, càng hun đúc nghĩa khí,
Đến ở vùng đất này đều an cư lạc nghiệp, tài nguyên phong phú, làm ăn giàu có.
Đến năm Giáp Ngọ (1887), ông Quảng Thành Lợi và Hòa Mậu Xương là hai người Hoa giàu có trong vùng, đứng ra vận động đồng hương và người dân tín ngưỡng, đóng góp tiền của, khởi công sửa chữa lần thứ hai.

## Kiến trúc

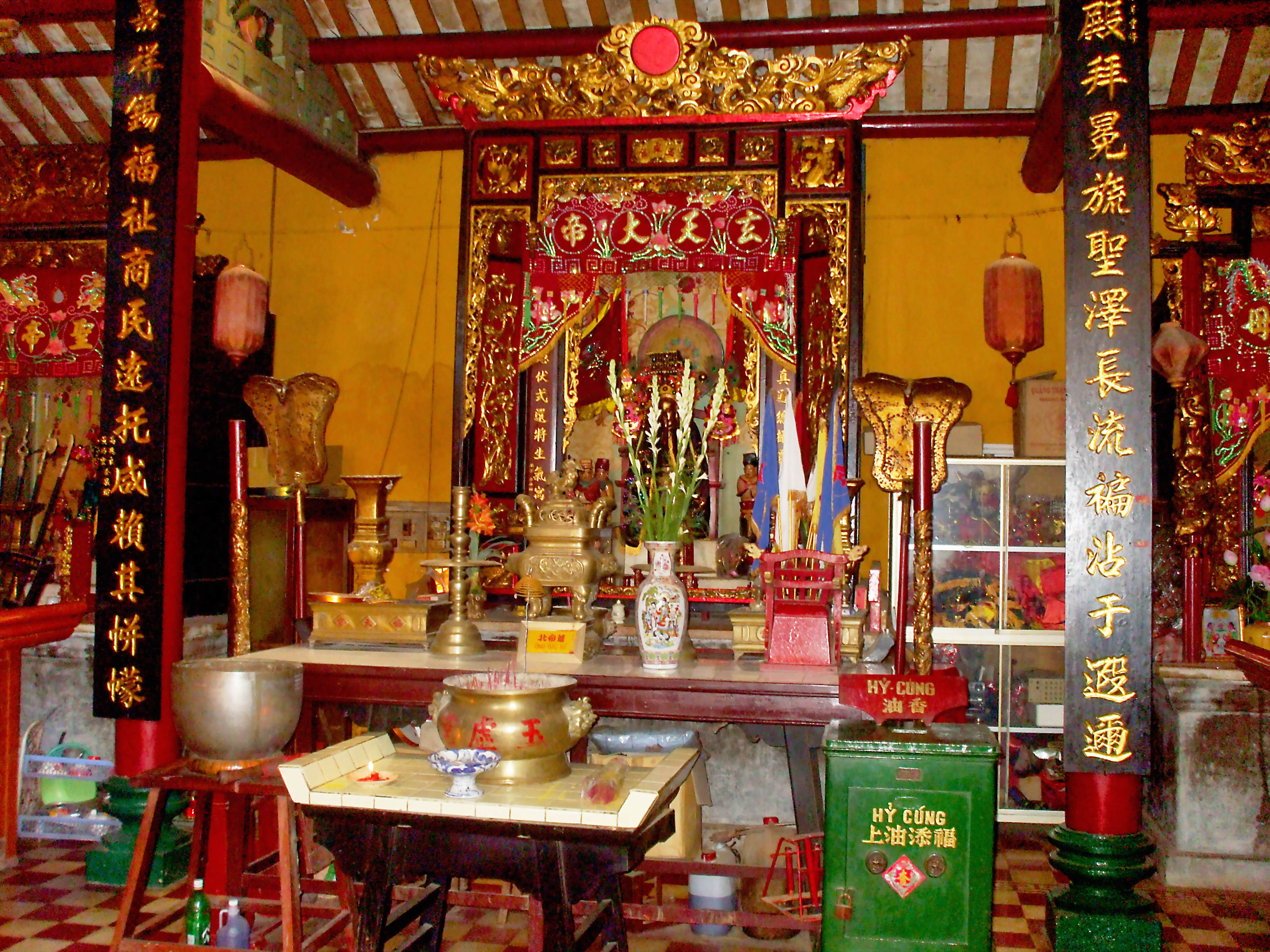
Bàn thờ Bắc Đế trong cung thờ

Qua 4 năm xây dựng, đến năm Mậu Tuất (1891), chùa được hoàn thành và trở thành một công trình kiến trúc nghệ thuật đẹp và đáng tiêu biểu của thành phố Long Xuyên.
Chùa có diện tích 400 m², kiến trúc theo chữ Quốc (国). Trên cửa có khắc nổi hàng chữ Hán: Quảng Đông tỉnh Hội Quán. Nối với tiền sảnh và cung thờ Bắc Đế là hai đường đi song song có mái che. Bên trong có nhà thủy tạ, Đông Lang và Tây Lang.
Mái nóc chùa lợp ngói đại ống tráng men xanh, trên cạnh nóc chạm khắc hình bát tiên, voi, rồng, phượng, cá... cùng những bức phù điêu, hoa văn cổ, đẹp mang sắc thái nghệ thuật nhà Nguyễn pha lẫn kiến trúc nghệ thuật Trung Quốc.
Cột gỗ tròn bằng cây căm xe, tường gạch hồ vôi ô dước, nền lát gạch hoa, khung bao cửa chính ra vào được xây dựng bằng những tảng đá xanh được chạm khắc tinh xảo.
Nội thất chùa có cấu trúc cảnh phong thủy, thoáng mát, trên đỉnh cao tứ giác có nhiều bức chạm trổ đẹp, hình tam cấp tượng trưng cho ba cõi: Thiên, địa, nhân. Nhìn chung, chùa đã thể hiện toàn cảnh một mô hình thu nhỏ của các ngôi nhà quan lại phong kiến Trung Hoa.

## Di vật

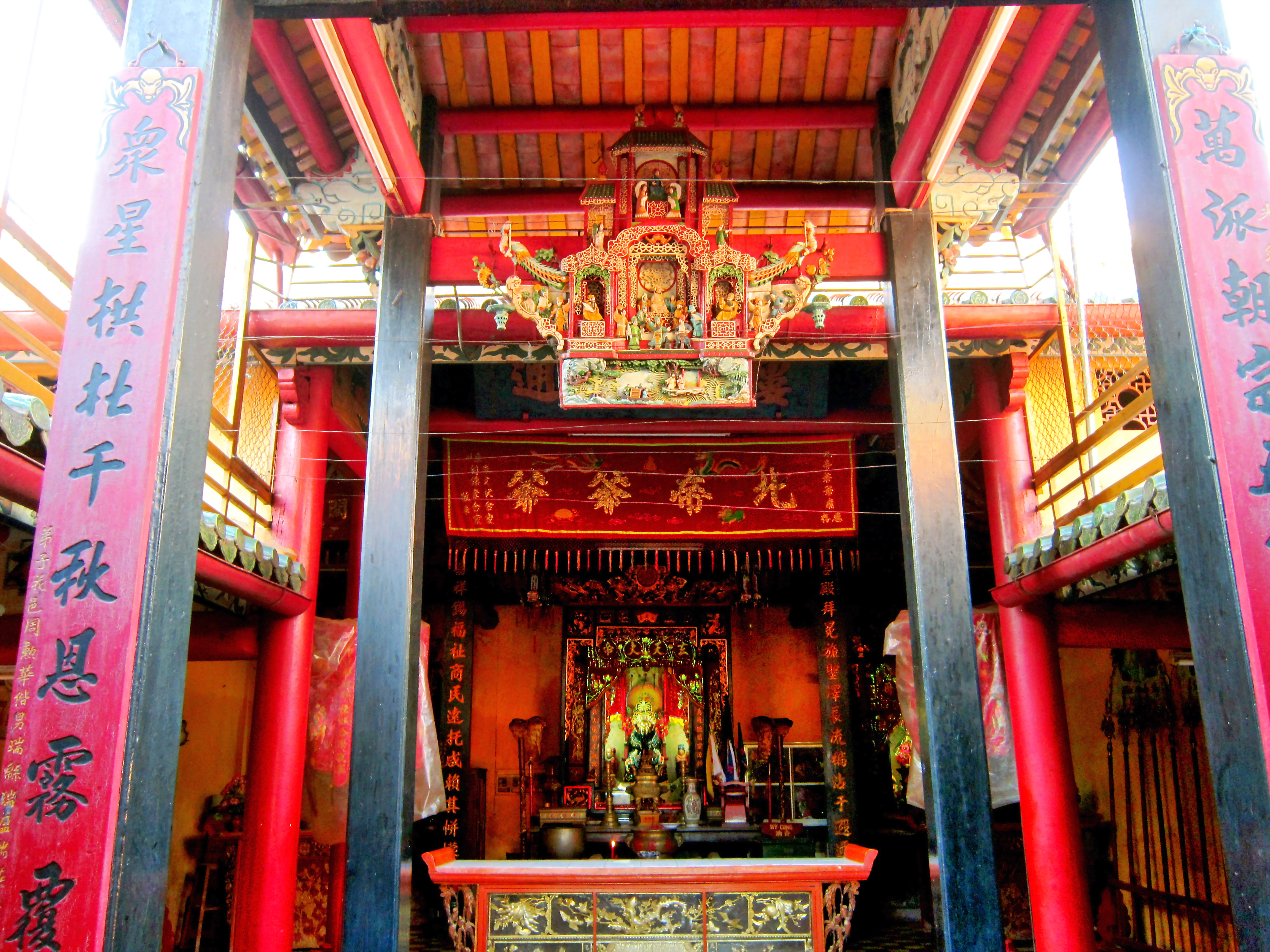
Từ tiền sảnh nhìn vào trong cung thờ

Trong chùa có 3 khánh, một tủ thờ sơn son thiếp vàng, một chuông đồng, đỉnh đồng... Bên hông chùa còn ba bia đá ghi bằng chữ Hán kể lại lịch sử xây dựng chùa.
Vị thần được thờ chính tại chính điện là Bắc Đế (cao khoảng 0,7m), bên trái thờ Thiên Hậu, bên phải thờ Quan Công. Ngoài ra Phật Thích Ca, Địa Tạng bồ tát, Ngọc hoàng Thượng đế... cũng được tôn thờ tại đây. Tất cả tập họp thành một bản sắc văn hóa của người Hoa, đã hòa nhập lâu đời vào nền văn hóa Việt Nam.
Hàng năm, vào những ngày 3 tháng 3 âm lịch (cúng vía Bắc Đế), 22 tháng 3 âm lịch (cúng vía Thiên Hậu) và 21 tháng 6 âm lịch (cúng vía Quan Công), trong bang hội và nhân dân quanh vùng đến dự lễ rất đông.